# Ptakowice (Zbrosławice)

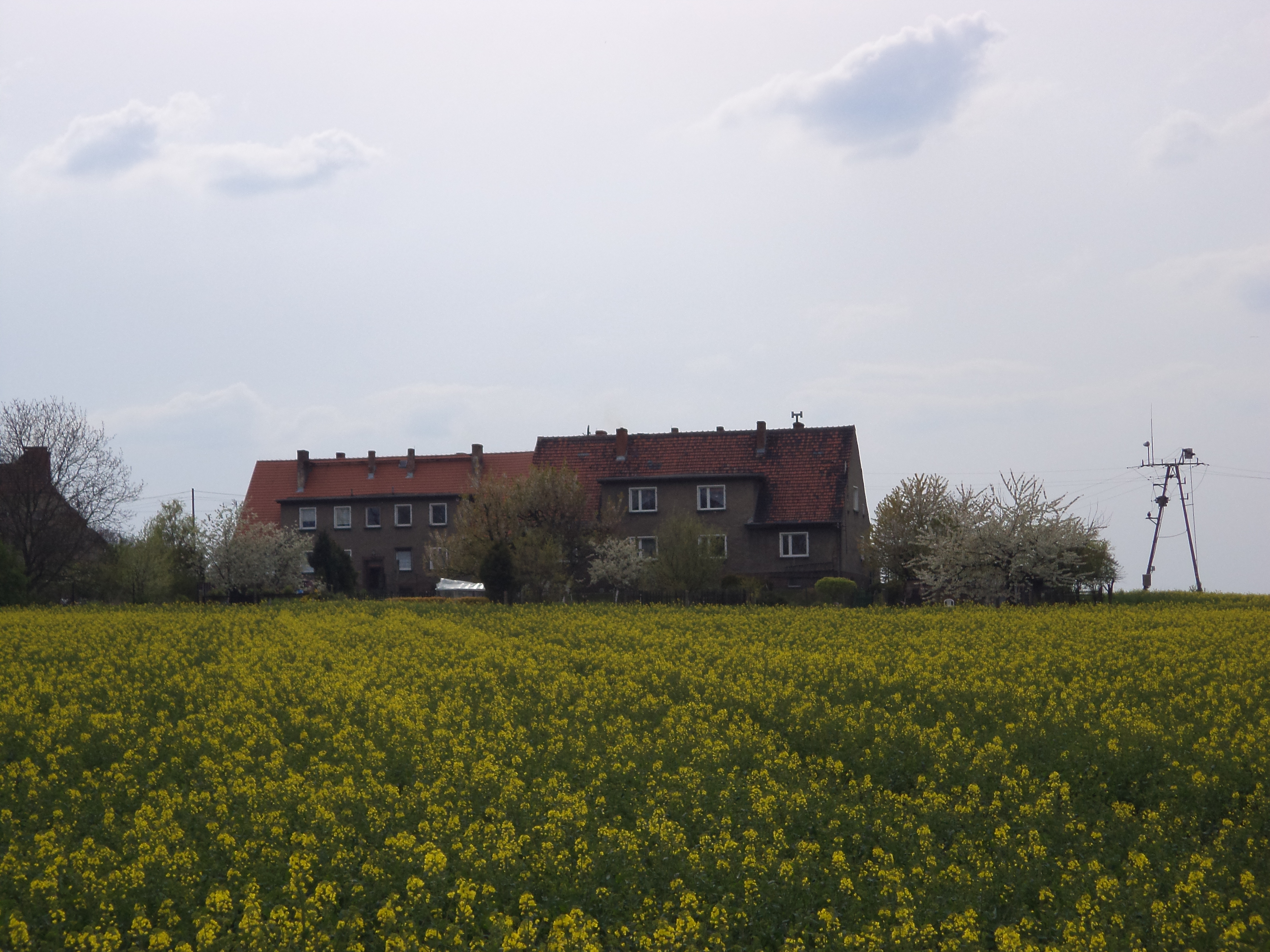
Ehem. Zollhäuser

Ptakowice (deutsch Ptakowitz) ist eine Ortschaft in Oberschlesien. Sie liegt in der Gemeinde Zbrosławice (Broslawitz) im Powiat Tarnogórski (Kreis Tarnowitz) in der Woiwodschaft Schlesien.

## Geografie
Ptakowice liegt drei Kilometer östlich vom Gemeindesitz Zbrosławice, sieben Kilometer südwestlich von der Kreisstadt Tarnowskie Góry (Tarnowitz) und 25 Kilometer nordwestlich von der Woiwodschaftshauptstadt Katowice (Kattowitz).
Der Ort liegt am Fluss Drama.

## Geschichte
Der Ort entstand spätestens im 13. Jahrhundert und wurde 1295–1305 im Liber fundationis episcopatus Vratislaviensis (Zehntregister des Bistums Breslau) urkundlich als „Ptacovitz“ erwähnt.
Der Ort wurde 1783 im Buch Beytrage zur Beschreibung von Schlesien als Ptakowi(t)z erwähnt, gehörte einem Herrn von Rymultowsky und lag im Landkreis Beuthen und hatte 165 Einwohner, ein Vorwerk, 16 Bauern, 18 Gärtner, sieben Häusler und eine Mühle. 1818 wurde der Ort als Ptakowitz erwähnt. 1822 wurde auf dem Gelände des Dominiums Galmei gefunden, zu seiner Förderung entstanden die Richard-, Rochus- und Arnoldgrube der Liswitzschen Erben, die Adolfgrube des Herrn Wolf von Michalkowitz und die Vorsehungsgrube des Kommerzienrats Kramsta. 1865 bestand Ptakowitz aus einem Dominium (Domäne) und einem Dorf. Das Dominium gehörte einem Herrn Rehmisch und es verfügte über eine Branntweinbrennerei und eine Ziegelei. Das Dorf hatte zu diesem Zeitpunkt zusammen mit der Kolonie Gorniki acht Bauern und 45 Häusler, die Vorsehungsgrube war noch als einzige in Betrieb. Die meisten Dorfbewohner waren als Bergarbeiter tätig. Das Dorf war nach Alt-Repten eingepfarrt und eingeschult.
Bei der Volksabstimmung in Oberschlesien am 20. März 1921 stimmten 48 Wahlberechtigte für einen Verbleib bei Deutschland und 208 für eine Zugehörigkeit zu Polen. Auf dem Gut Ptakowitz stimmten 21 Personen für Deutschland und 48 für Polen. Ptakowitz verblieb beim Deutschen Reich und war bis 1922 Teil des Kreises Tarnowitz. 1936 wurde der Ort Teil von Dramatal und in Dramatal-Ost umbenannt. Bis 1945 befand sich der Ort im Landkreis Beuthen-Tarnowitz.
1945 kam der bis dahin deutsche Ort unter polnische Verwaltung und wurde in Ptakowice umbenannt und der Woiwodschaft Schlesien angeschlossen. 1950 kam er zur Woiwodschaft Kattowitz, 1999 zum wiedergegründeten Powiat Tarnogórski und zur neuen Woiwodschaft Schlesien.

## Sehenswürdigkeiten
- Gut

## Wappen
Das Wappen bzw. Siegel zeigt Hammer und Schlegel. Das Wappen weist auf die Bergbautätigkeiten in der Gegend hin.